# Houppeville
Houppeville é uma comuna francesa na região administrativa da Normandia, no departamento de Sena Marítimo. Estende-se por uma área de 20,86 km². Em 2010 a comuna tinha 2 861 habitantes (densidade: 137,2 hab./km²).